# Cryptochloris zyli
Cryptochloris zyli — це златокріт, ендемік Західно-Капської провінції, ПАР. Він занесений до списку видів, що перебувають під загрозою зникнення, через втрату середовища існування. Златокроти — стародавня група ссавців, які живуть переважно під землею. Вони мають блискучу шерсть із густого хутра та обтічний, безформний вигляд. У них немає видимих очей і вух; насправді вони сліпі — маленькі очі покриті волохатою шкірою. Вуха малі й заховані в шерсті тварини.

## Опис
Златокріт Ван Зіля має довжину близько 80–90 мм і важить близько 20–30 г. На обличчі є білі плями. Хутро на спині коротке і щільне, темно-свинцево-сірого кольору, нижній шар хутра блідо-сірий. Нижня частина має рівномірний сірий колір. Кіготь на третьому пальці на передній частині лапи має довжину близько 10 мм і ширину біля основи 4 мм. Перший і другий кігті трохи коротші, утворюючи загострений інструмент для копання.

## Екологія
Мешкає в прибережному поясі дюн і прилеглих піщаних ділянках. Народжується зазвичай двоє дитинчат, іноді одне. Златокріт Ван Зіля харчується різними безхребетними, а також безногими ящірками, які виростають в довжину близько 20 см. Дитинчата золотих кротів народжуються в порослій травою порожнині в землі. Зазвичай вони риють свої тунелі прямо під землею.